# Syzygotettix baeri
Syzygotettix baeri är en insektsart som först beskrevs av Bolívar, I. 1887.  Syzygotettix baeri ingår i släktet Syzygotettix och familjen torngräshoppor. Inga underarter finns listade i Catalogue of Life.